# Chris Long (Footballspieler)
Christopher Howard Long (* 28. März 1985 in Santa Monica, Kalifornien) ist ein ehemaliger US-amerikanischer American-Football-Spieler auf der Position des Defensive Ends, der für die St. Louis Rams, New England Patriots und die Philadelphia Eagles in der National Football League (NFL) unter Vertrag stand. Er spielte College Football an der University of Virginia und wurde von den St. Louis Rams in der ersten Runde des NFL Drafts 2008 ausgewählt. Sein Vater ist der Hall of Fame Defensive End Howie Long.

## Karriere

### Anfänge
Long besuchte die St. Anne's-Belfield School in Charlottesville, Virginia. In seinem letzten Jahr an der Highschool 2003 gelangen ihm 91 Tackles und 15 Sacks, womit er entscheidenden Anteil daran hatte, dass seine Mannschaft ungeschlagen blieb und die State Championship für Privatschulen gewann. Daraufhin wurde seine Trikotnummer von der St. Anne's-Belfield School zurückgezogen und wird seitdem nicht mehr vergeben. Die Plattform Rivals.com bewertete ihn mit vier von fünf möglichen Sternen und führte ihn in den Highschool-Ranglisten als sechstbesten Defensive End seines Abschlussjahrgangs. Im Jahr 2004 nahm er zudem am U.S. Army All-American Bowl teil. Neben Football spielte er an der Highschool auch Baseball, Basketball und Lacrosse.

### College

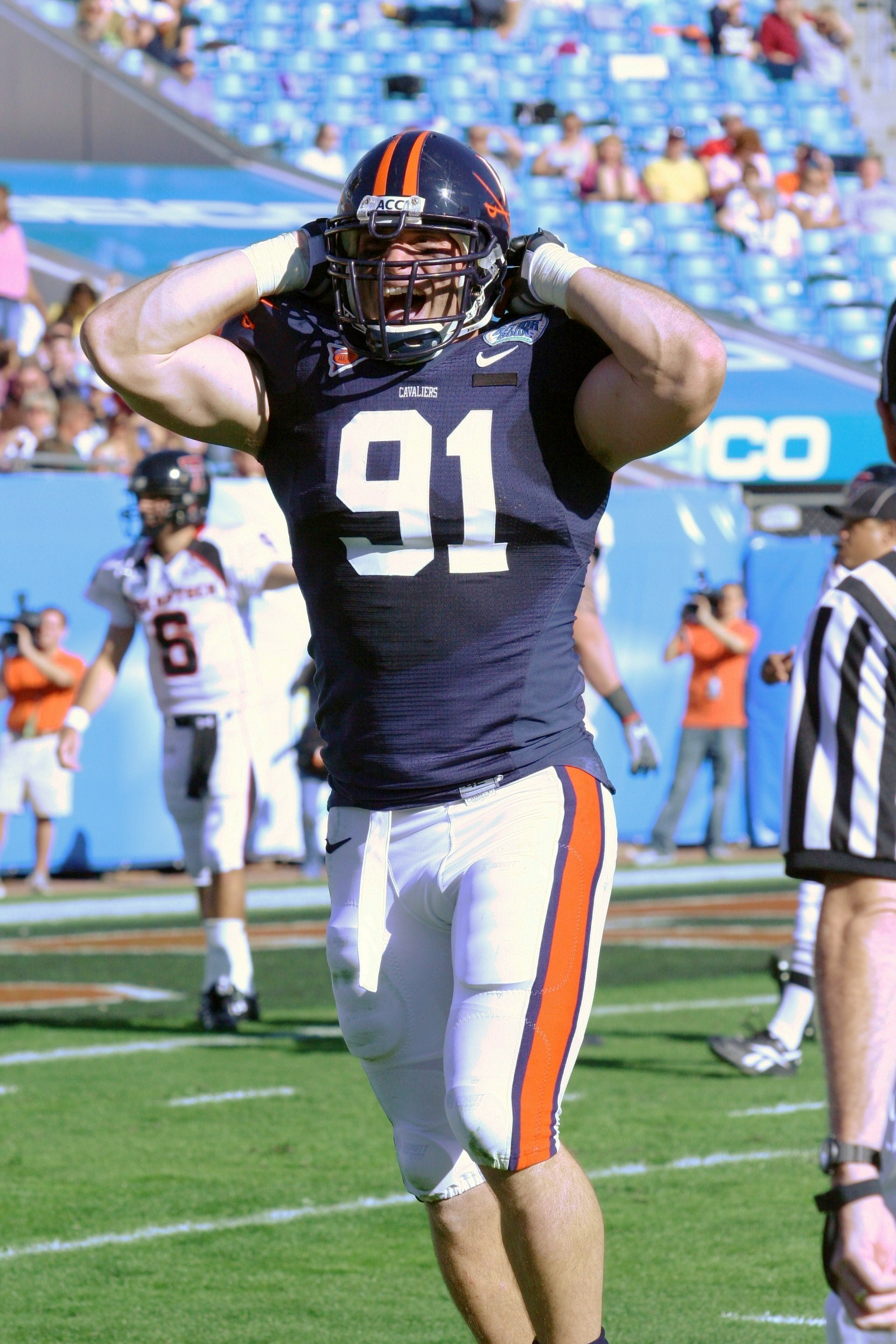
Long beim Gator Bowl im Januar 2008

Long spielte an der University of Virginia unter Trainer Al Groh College Football und strebte einen Abschluss in Soziologie an. Als Freshman war er 2004 zunächst nur Ersatzspieler in der Defensive Line und verpasste fünf Spiele wegen Pfeifferschem Drüsenfieber. Er beendete seine erste Saison mit fünf Tackles und einem Sack. Als Sophomore führte er seine Mannschaft 2005 mit durchschnittlich 3,8 Tackles pro Spiel an. Insgesamt kam er in der Saison 2005 auf 46 Tackles und zwei Sacks. In der Saison 2006 war Long Kapitän der Mannschaft und wurde ins All-ACC Second-Team berufen. Damit wurde honoriert, dass er während der Saison in allen Spielen Starter war und dabei 57 Tackles sowie vier Sacks verzeichnete. Mit durchschnittlich 4,8 Tackles pro Spiel rangierte er auf Platz vier in der ACC. Zusätzlich wurde er in die All-State Auswahl berufen und war einer der Finalisten um den Dudley Award, der jährlich an den herausragendsten Footballspieler in Virginia verliehen wird.
In seiner letzten Saison für Virginia wurde er einstimmig ins All-American First-Team gewählt. Long war zudem mit durchschnittlich 8,3 Tackles pro Spiel der landesweit viertbeste Defensive Lineman. Vor Beginn der Saison galt er bereits als aussichtsreicher Anwärter auf die Outland Trophy, die Bronko Nagurski Trophy, den Chuck Bednarik Award, den Lombardi Award, den Ted Hendricks Award und die Lott Trophy. Zu Saisonende war er Finalist im Kampf um die Lombardi, Lott und Nagurski Trophy. Am 5. Dezember gewann er schließlich den Ted Hendricks Award, der jährlich an den landesweit besten Defensive End vergeben wird. Ihm wurden dabei 60 Prozent der Stimmen zuteil, was das bis heute höchste Stimmergebnis bei der Vergabe der Auszeichnung darstellt. Bei der Vergabe der Heisman Trophy für den landesweit besten College Footballspieler rangierte er auf Platz zehn. Am 24. November wurde seine Trikotnummer, die Nummer 91, von der University of Virginia zurückgezogen und wird seitdem nicht mehr vergeben. Damit ist er der einzige Spieler, dessen Trikotnummer zurückgezogen wurde, während er noch für die Mannschaft aktiv war.

### NFL

#### St. Louis Rams

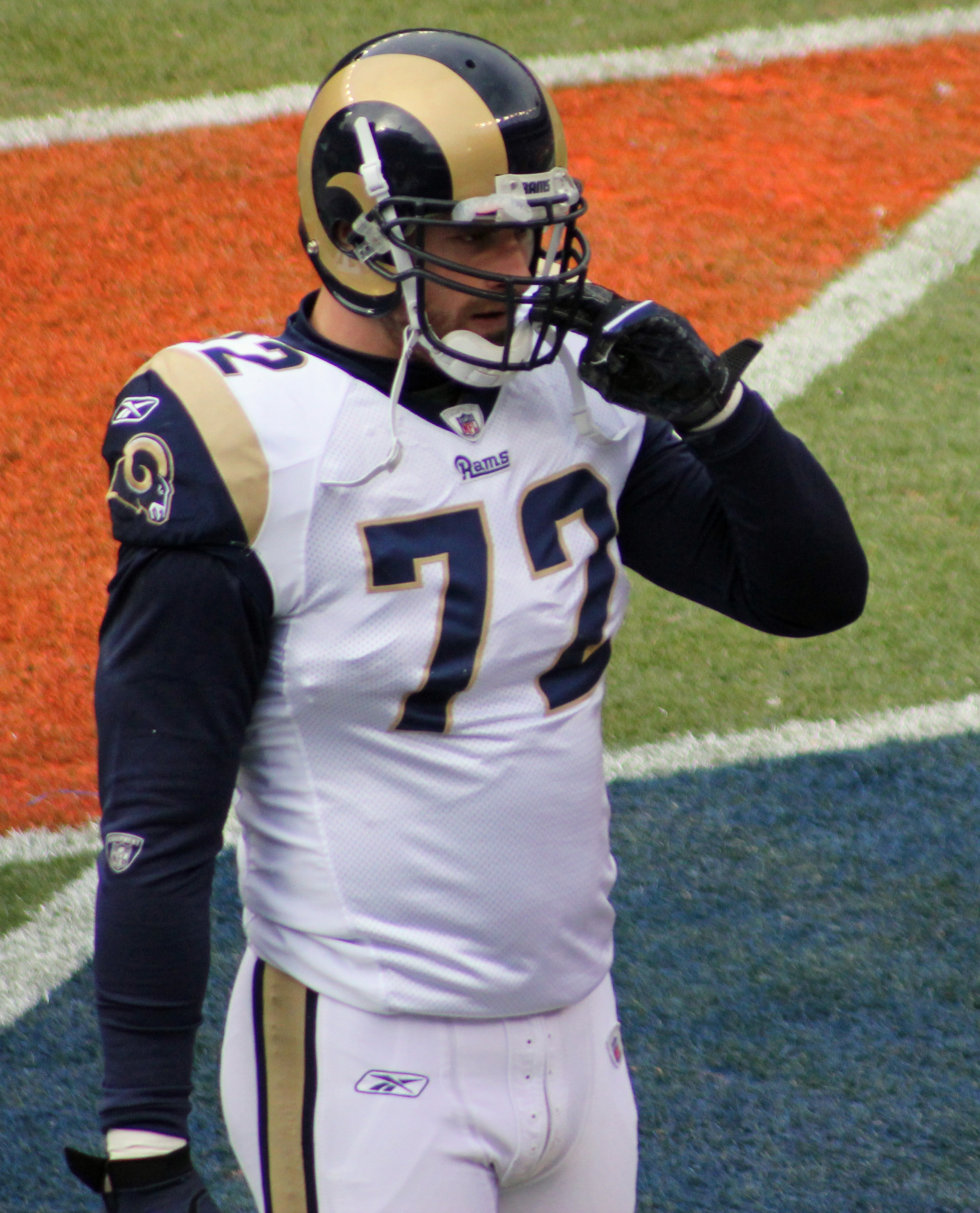
Long bei einem Spiel gegen die Denver Broncos 2010.

Long wurde beim NFL Draft 2008 von den St. Louis Rams an insgesamt zweiter Stelle gedraftet. Damit war er, nach Kellen Winslow II, erst der zweite Sohn eines Hall of Famers, der in der ersten Runde gedraftet wurde, der fünfte, der überhaupt gedraftet wurde und einer von zwei Spielern, die 2008 gedraftet wurden. Er unterschrieb bei den Rams am 19. Juni 2008 einen Sechsjahresvertrag, der mit 56,5 Mio. US-Dollar dotiert war und ihm davon mindestens 29 Mio. US-Dollar garantierte. Am 14. September 2008 gelang ihm gegen die New York Giants sein erster Sack in der NFL, als er Eli Manning zu Fall brachte. Nur einen Monat später gelangen ihm gegen die New England Patriots erstmals zwei Sacks in einem Spiel. Er kam in allen 16 Saisonspielen als Starter zum Einsatz und verzeichnete dabei insgesamt vier Sacks. Die Pro Football Writers Association und das Magazin Sporting News wählten ihn daraufhin in ihr jeweiliges All-Rookie Team.
In der Saison 2009 gelangen ihm fünf Sacks und damit die zweitmeisten in der Mannschaft der Rams. Zudem führte er die Mannschaft mit insgesamt 43 Tackles an. Zu Beginn der Saison 2010 gelangen ihm im Spiel gegen die San Diego Chargers zwei Sacks, woraufhin er von der NFL zum NFC Defensive Player of the Week ernannt wurde. In der Saison 2011 verzeichnete er im Spiel gegen die New Orleans Saints erstmals drei Sacks und wurde anschließend von der Sports Illustrated zum NFC Defensive Player of the Week ernannt. Nach Ende der Saison wurde er von der NFL Alumni Vereinigung zum Defensive Lineman of the Year gewählt. Am 29. Juli 2012 verlängerte er seinen Vertrag bei den Rams um vier Jahre bis 2016. In der Saison 2012 führte er seine Mannschaft erneut mit 11,5 Sacks an, und ihm gelangen im Spiel gegen die Seattle Seahawks zum zweiten Mal in seiner Karriere drei Sacks in einem Spiel.
Am 24. Oktober 2013 wurde er mit einer Geldstrafe von 15.750 US-Dollar belegt, da er im Spiel gegen die Carolina Panthers deren Offensive Lineman Chris Scott im dritten Viertel geschlagen hatte. Im Spiel gegen die Indianapolis Colts sicherte er sich einen Fumble von Andrew Luck und erzielte anschließend seinen ersten Touchdown in der NFL. Die Sports Illustrated ernannte ihn daraufhin zum zweiten Mal zum NFC Defensive Player of the Week. Er beendete die Saison 2013 mit 8,5 Sacks. Den Beginn der Saison 2014 verpasste er, da er sich einer Operation unterziehen musste, sodass er letztlich nur sechs Spiele bestreiten konnte. In der Saison 2015 wurde er zwölf Mal eingesetzt, aber war dabei nur fünf Mal Starter und konnte nur fünf Sacks verzeichnen. Die Rams stellten Long am 19. Februar 2016, nach Ende der Saison, frei.

#### New England Patriots
Long unterschrieb am 18. März 2016 bei den New England Patriots einen Einjahresvertrag, der mit 2 Mio. US-Dollar dotiert war. In der regulären Saison verlor Long nur zwei Spiele mit den Patriots und konnte erstmals mit seiner Mannschaft in die Play-offs einziehen. Dort wurde die Mannschaft Meister der AFC und zog in den Super Bowl LI ein, den die New England Patriots nach Verlängerung mit 34:28 gewannen.

#### Philadelphia Eagles
Am 28. März 2017 unterzeichnete Long einen Zweijahresvertrag mit den Philadelphia Eagles, bevor er am 18. Mai 2019 seinen Rücktritt bekannt gab.

## Persönliches
Long ist der Sohn des Hall of Fame Defensive Ends Howie Long und der Großneffe des Filmregisseurs Irvin Kershner. Er hat zwei jüngere Brüder, den Offensive Lineman der Chicago Bears Kyle Long und Howie Long Jr., der als Scout für die Oakland Raiders arbeitet.
Am 22. Juni 2013 heiratete er in seiner Heimatstadt Charlottesville seine Frau. Diese besuchte ebenfalls die University of Virginia und war dort Teil der Frauen-Lacrossemannschaft. Am 2. März 2016 wurde ihr gemeinsamer Sohn geboren.
Im Mai 2015 gründete er die The Chris Long Foundation, die Spenden für die Waterboys Foundation bereitstellt, die damit wiederum die Erschließung von Wasserquellen in Ostafrika finanziert.
Während des Präsidentschaftswahlkampfs 2016 in den USA unterstützte Long den Kandidaten der Libertären Partei Gary E. Johnson.